# Ostsee–Oberbayern (D11)
Die D-Route D11 (Ostsee–Oberbayern) führt über ca. 1.645 Kilometer als Radfernweg von Rostock nach Freilassing.
Von Rostock bis Wittenberg ist sie der deutsche Abschnitt der EuroVelo Route „Sonnen-Route“ (EV7).
Von Rostock nach Berlin-Charlottenburg entspricht der Weg dem Radweg Berlin–Kopenhagen.
Von Berlin-Charlottenburg nach Bernburg (Saale) verlaufen D11 und D3 auf derselben Trasse, von Bernburg (Saale) nach Zell im Fichtelgebirge nutzt die D11 den Saale-Radweg.
Bei Bischofsgrün trifft die D11 auf die Trasse der D-Netz-Route D5 und verläuft mit dieser gemeinsam bis Bamberg.

## Streckenführung
Die Ostsee–Oberbayern-Route führt durch das Tiefland von Mecklenburg, der Seenplatte mit über tausend Seen, und Brandenburg, die Mittelgebirge des Thüringer Waldes und Oberfrankens, das hügelige Nieder- und Oberbayern bis nahezu an den Alpenrand.
Urbane Höhepunkte sind Berlin, Nürnberg und München, aber auch viele sehenswerte mittelgroße und kleinere Städte wie Rostock, Potsdam, Lutherstadt Wittenberg, Bernburg, Halle oder Bamberg.

### Mecklenburg-Vorpommern
Vom Hafen in Rostock führt die D11 über Schwaan, Bützow, Güstrow, Krakow am See nach Waren an der Müritz, dem zweitgrößten Binnensee Deutschlands, und weiter am nördlichen Rand des Müritz-Nationalparks. Von der Havel-Quelle an wendet sich der Weg nach Süden und durchquert dabei den Nationalpark. Südlich von Wesenberg wendet er sich wieder nach Osten bis zur Landesgrenze.

### Brandenburg
In Brandenburg wird als erster größerer Ort Fürstenberg/Havel erreicht. Die Route führt weiter über Dannenwalde nach Zehdenick.
Ab Zehdenick hält sich der Weg nah an der Havel und erreicht über Liebenwalde, Oranienburg und Birkenwerder die Stadt Hennigsdorf und kurz darauf die Landesgrenze nach Berlin.

### Berlin
Das Land Berlin wird in Hakenfelde, einem Ortsteil von Spandau erreicht.
Entlang den Havel-Seen führt die Route durch die Jungfernheide nach Charlottenburg, folgt der Bismarckstraße und der Heerstraße nach Westen und wendet sich dann wieder nach Süden durch den Grunewald und am Wannsee entlang.

### Brandenburg
Ab der Glienecker-Brücke geht die Route wieder in Brandenburg weiter. Potsdam mit seinen vielen Sehenswürdigkeiten ist sicher eine längere Unterbrechung wert.
Weiter gehts es dann vorbei an Werder nach Petzow, Ferch, Beelitz, Borkheide und nach Brück. Ab hier beginnt der hügelige Fläming mit seinen vielen Feldsteinkirchen, der über Bad Belzig und Rabenstein/Fläming bis zur Grenze nach Sachsen-Anhalt durchquert wird.

### Sachsen-Anhalt
Sachsen-Anhalt erreicht die Route mitten in einem Waldgebiet. Die Lutherstadt Wittenberg an der Elbe ist die erste Stadt, die die Route erreicht.
Auf der linken Elbeseite führt die Route über Bergwitz und Gräfenhainichen nach Oranienbaum und durch das Biosphärenreservat Mittelelbe zur ehemaligen Residenzstadt Dessau-Roßlau.
In Aken (Elbe) wendet sich der Weg weg von der Elbe nach Süden über Köthen nach Bernburg (Saale). Die Saale bildet dann für die nächsten 400 km den Wegweiser. Über Alsleben, Wettin, Brachwitz wird Halle erreicht. Danach Merseburg, Bad Dürrenberg, Weißenfels, Naumburg und Bad Kösen.

### Thüringen
Weiter an der Saale über Camburg, Dornburg, Jena, Kahla, Uhlstädt, Rudolstadt nach Saalfeld.
Ab hier führt der Weg durch deutlich hügeligeres Gelände über Breternitz, Drognitz, Ziegenrück, Saalburg, Saaldorf nach Blankenstein an der Landesgrenze zu Bayern.

### Bayern
Über Rudolphstein, Joditz, Saalenstein wird Hof (Saale) erreicht. Von dort nach Schwarzenbach an der Saale und nach Zell, wo die Saale entspringt.
Wenig weiter ist hinter Gefrees vorerst der höchste Punkt der Gegend erreicht und die Route führt hinab vorbei an Bischofsgrün zum Main. Dem Maintal folgend weiter durch Bad Berneck, Wirsberg und Untersteinach nach Kulmbach. Dann durch Mainleus, Burgkunstadt, Michelau in Oberfranken, Lichtenfels (Oberfranken) nach Bamberg.
Die Route bleibt jetzt in der Nähe des Rhein-Main-Donau-Kanals über Hirschaid, Forchheim nach Erlangen. Dann über Fürth nach Nürnberg.
Hinter Leerstetten bis kurz vor Hilpoltstein wieder ein Stück am Kanal entlang, dann südlich über Thalmässing nach Greding und östlich nach Beilngries. Ab Dietfurt an der Altmühl wieder am Rhein-Main-Donau-Kanal entlang durch Riedenburg nach Kelheim an der Donau.
Über Abensberg geht es in die Holledau durch Neufahrn in Niederbayern und Ergoldsbach bis an die Isar bei Landshut. Isaraufwärts durch Moosburg, Freising, Ismaning in die Landeshauptstadt München auf dem Isarradweg.
München wird südöstlich über Ottobrunn verlassen Richtung Aying und durch Bruckmühl und Bad Aibling wird Rosenheim erreicht. Dieser Teil heißt auch Mangfall-Radweg. Vorbei an Bernau am Chiemsee nach Grassau, durch Siegsdorf, Traunstein und Teisendorf nach Freilassing.

## Beschilderung
Die Route ist teilweise mit dem D11-Logo ausgeschildert, teilweise ist nur die Beschilderung lokaler Radwege vorhanden.

## Ausbau
Die Route verläuft auf vorhandenen Radwegen.